# Proteuxoa rhodocentra
Proteuxoa rhodocentra là một loài bướm đêm thuộc họ Noctuidae. Nó được tìm thấy ở New South Wales và Nam Úc.